# بیورن هوبنر-فرر
بیورن هوبنر-فرر (آلمانی: Björn Hübner-Fehrer؛ زادهٔ ۲ ژانویهٔ ۱۹۸۶) شمشیرباز اهل آلمان است.